# Ontígola
Ontígola es un municipio y localidad española de la provincia de Toledo, en la comunidad autónoma de Castilla-La Mancha. El término cuenta con una población de 4992 habitantes (INE 2024).

## Toponimia
El topónimo Ontígola deriva del latín fonticula, diminutivo de fons, fontis 'fuente, manantial de agua que brota de la tierra'. Seguramente haga referencia a alguna de las fuentes que manaban en las inmediaciones de la población y que alimentaban el arroyo de Ontígola, siendo poco probable la teoría de que se debiera al embalse conocido como Mar de Ontígola, antigua charca natural ampliada en época de Felipe II con la construcción de una presa.

## Geografía

Arroyos del municipio

El municipio se encuentra situado «en el declive de una colina al SO». Pertenece a la comarca de la Mesa de Ocaña y linda con los términos municipales de Aranjuez al norte y oeste en la provincia de Madrid, Noblejas al este, y Ocaña al sur, en la de Toledo.
Al norte de los términos de Oreja y Caridad, formando frontera con Aranjuez, discurre el Tajo. A este río desembocan dos arroyos que, provenientes de Ocaña, atraviesan Ontígola de norte a sur, el del Hoyo del Moro y el de la Vega o de Ontígola. El primero con cauce seco prácticamente todo el año y el segundo con aguas más bien escasas y contaminadas que nutren el antes mencionado Mar de Ontígola.

## Historia
En su término municipal se encuentra la antigua población romana de Aurelia (Oreja, ya despoblado). En 1832 se entregó a la Real Academia de la Historia una vasija llena de monedas de plata romanas que había sido hallada en Ontígola en tiempos de Carlos IV. Oreja jugó un importante papel dentro de la línea defensiva islámica del Tajo en el siglo XI y, sobre todo, durante el siglo XII.
La villa de Ontígola aparece citada por primera vez en 1139 como integrante del territorio de Oreja, cuando Alfonso VII delimita sus términos y da fuero a sus habitantes: «Terminos preterea castello aurelie tales habere concedo:uidilicet ab eo loco ubi saramba descendit in tago usque ad fonticulam et inde ad ocaniolam. Inde vero ad ocaniam maiorem et inde ad nablelas. Inde vero ad ambas nablelas et inde alharella. Inde vero ad montem dalcarrias quomodo descendit taiunia in saramba».[cita requerida] En 1202 vuelve a aparecer en otro documento en el que la Orden de Santiago acuerda con el Concejo de Ocaña dividir, entre otras heredades, el prado de Ontígola: «...que partiessen el prado de fontigula por medio, con concilio de occania, et ipsas hereditates de fontigula...».[cita requerida]
En tiempos de Felipe II se promulga una Real Orden por la que se prohíbe a la población la construcción de vivienda para asentarse en el Real Sitio de Aranjuez. Esto hará que la gente opte por los pueblos y aldeas aledañas, como Ontígola, aumentando así sus posadas para acoger a cuantas personalidades llegaban a Aranjuez para ver a los monarcas. Durante este tiempo, que duraría hasta su promulgación por Fernando VII, los curas de Ontígola fueron los que administraron los servicios religiosos del Real Sitio.
Durante la Guerra de la Independencia, el 18 de noviembre de 1809 ocurrió la Acción de Ontígola, un enfrentamiento cerca del municipio entre las tropas españolas, al mando de Juan Carlos de Aréizaga, y las francesas. Estas últimas rechazaron a las españolas, resultando como bajas más significativas la del general París, que murió a manos del cabo Vicente Manzano, en la parte francesa. En la española se dio por muerto a Ángel de Saavedra, duque de Rivas. Nicomedes Pastor Díaz y Francisco de Cárdenas describen así el final de la batalla: «Cerró triste y negra la noche: los nuestros en confuso desórden se retiraron á Ocaña donde estaba ya el grueso del ejército y los franceses con pérdida de su general se replegaron sobre Antígola quedando por unos y otros abandonado el campo de batalla cubierto de cadáveres».
A mediados del siglo XIX tenía 35 casas y 25 cuevas habitadas, algunas de las cuales aún existen hoy en día. El presupuesto municipal ascendía a 46 324 reales de los cuales 3000 eran para pagar al secretario.
En el despoblado de Oreja se rodó la mayor parte del largometraje de terror El Expediente Belchite, dirigido por Óscar Parra de Carrizosa, durante el verano de 2008 y el invierno de 2011.

## Demografía
Cuenta con una población de 4992 habitantes (INE 2024).
| Gráfica de evolución demográfica de Ontígola entre 1842 y 2021 |
| |
| Población de derecho según los censos de población del INE Población de hecho según los censos de población del INEEn estos censos se denominaba Ontígola con Oreja: 1860, 1877, 1887, 1897, 1900, 1910, 1920, 1930, 1940, 1950 y 1960 Entre el censo de 1857 y el anterior, crece el término del municipio porque incorpora a 455005 (Oreja) |

## Economía

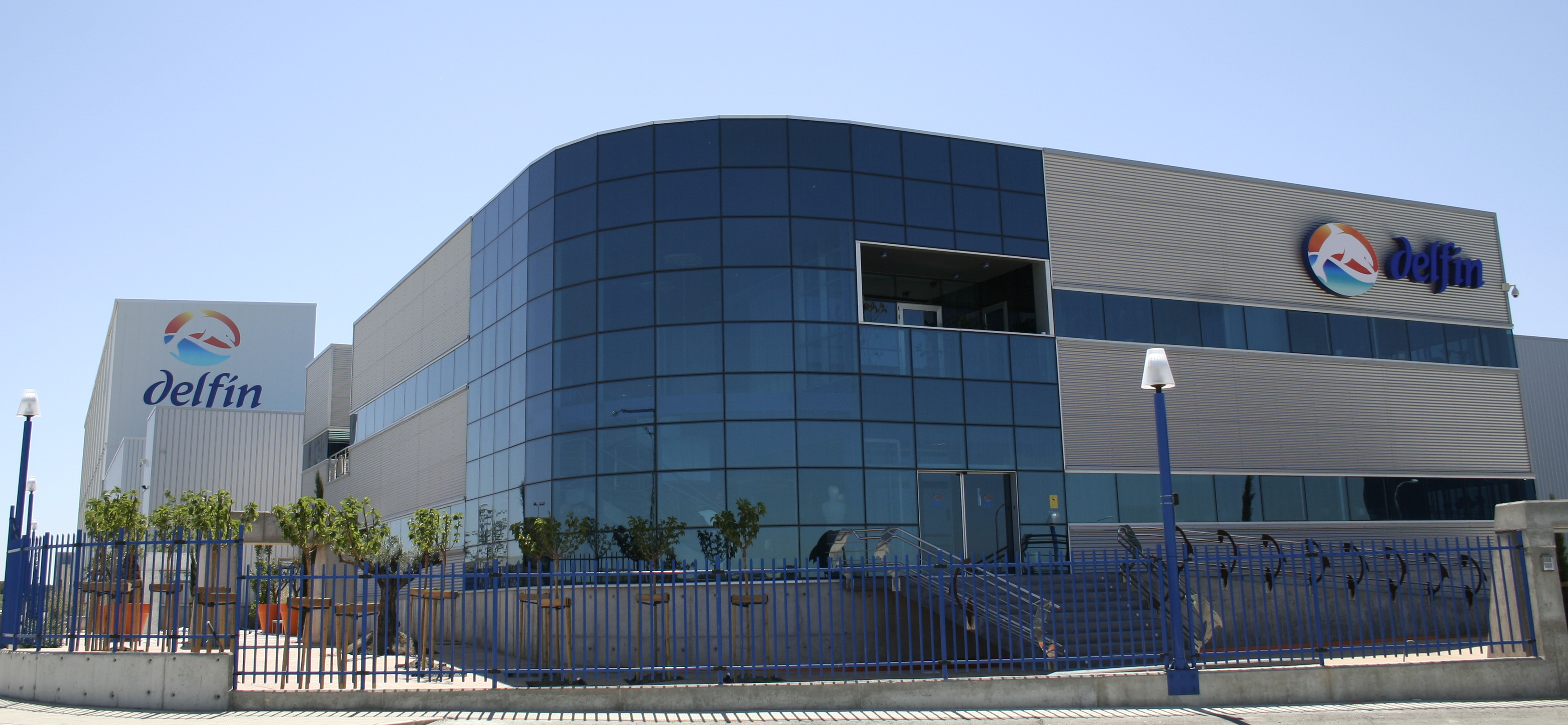
Empresa en el polígono industrial Los Albardiales

Históricamente ha sido una población fundamentalmente agrícola. Durante el siglo XIX se producía «trigo, cebada, aceite, vino y salicor». En cuanto a la industria y el comercio, su cercanía con Aranjuez hizo desaparecer lo poco que había por entonces.
En 2007 el sector predominante era el de servicios con un 60,0 % del total de empresas que operan en el municipio, seguido por los de la construcción con un 21,8 %, la industria con un 17,3 % y finalmente la agricultura con tan solo un 0,9 %.

## Comunicaciones

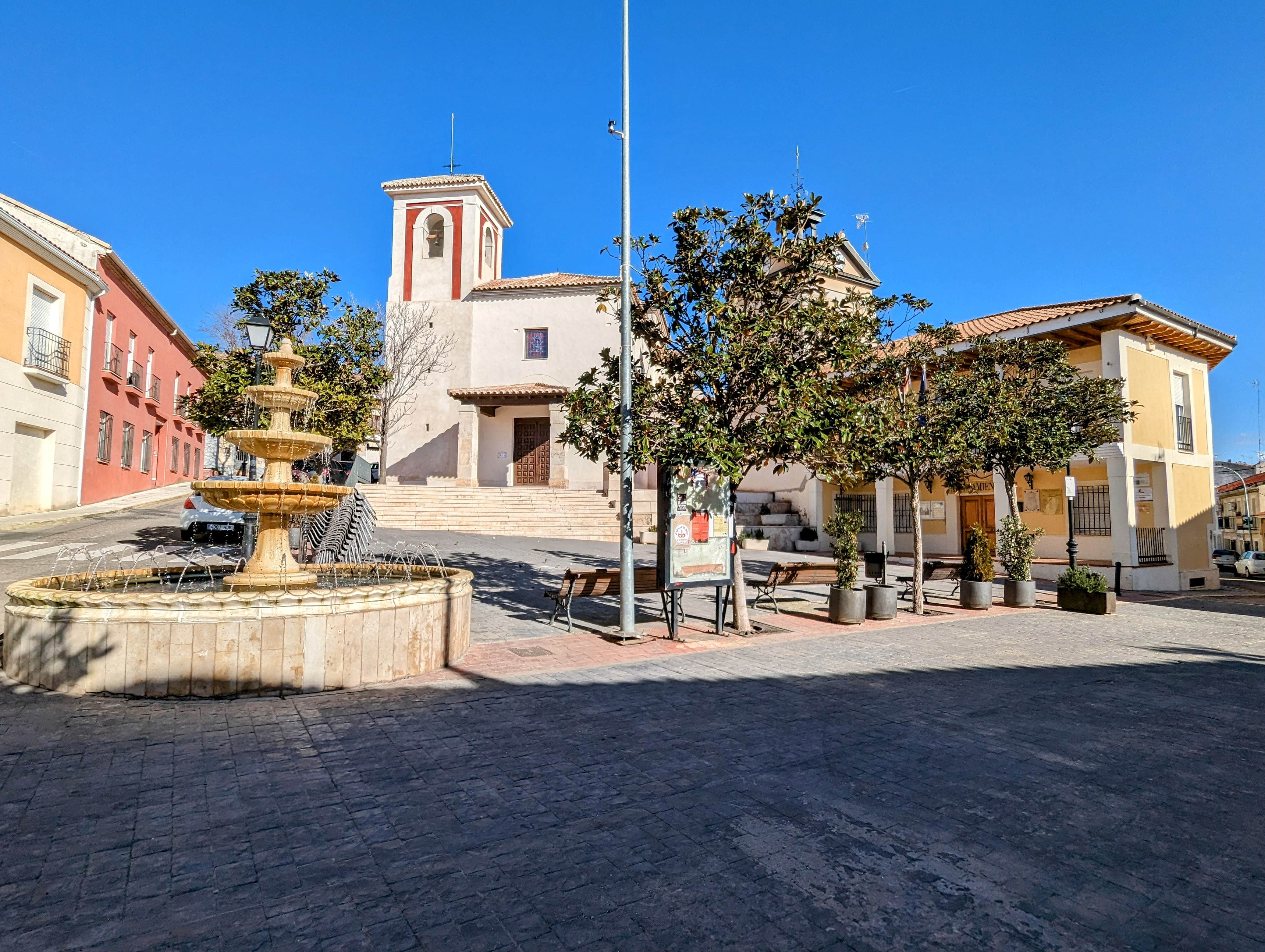
Plaza de la Constitución

Ontígola tiene acceso a la autovía A-4 a través de la carretera comarcal TO-3114-V que se enlaza con la TO-3115-V, conocida como carretera de Ontígola, con la que se comunica con Aranjuez. Hay una línea de autobuses que conecta la localidad con la Aranjuez y dispone de un apeadero de tren en la línea Madrid-Cuenca, con dos trenes por sentido al día.

## Símbolos
El escudo de Ontígola se divide en dos cuarteles. En el derecho, sobre plata, destaca la Cruz de la Orden de Santiago, de gules. En el izquierdo, sobre oro, se aprecia un castillo sobre una colina de sinople y un río, en referencia al Castillo de Oreja y al Tajo. Encima del escudo hay una corona real y debajo aparece la leyenda «Villa de Ontígola».

## Política y administración

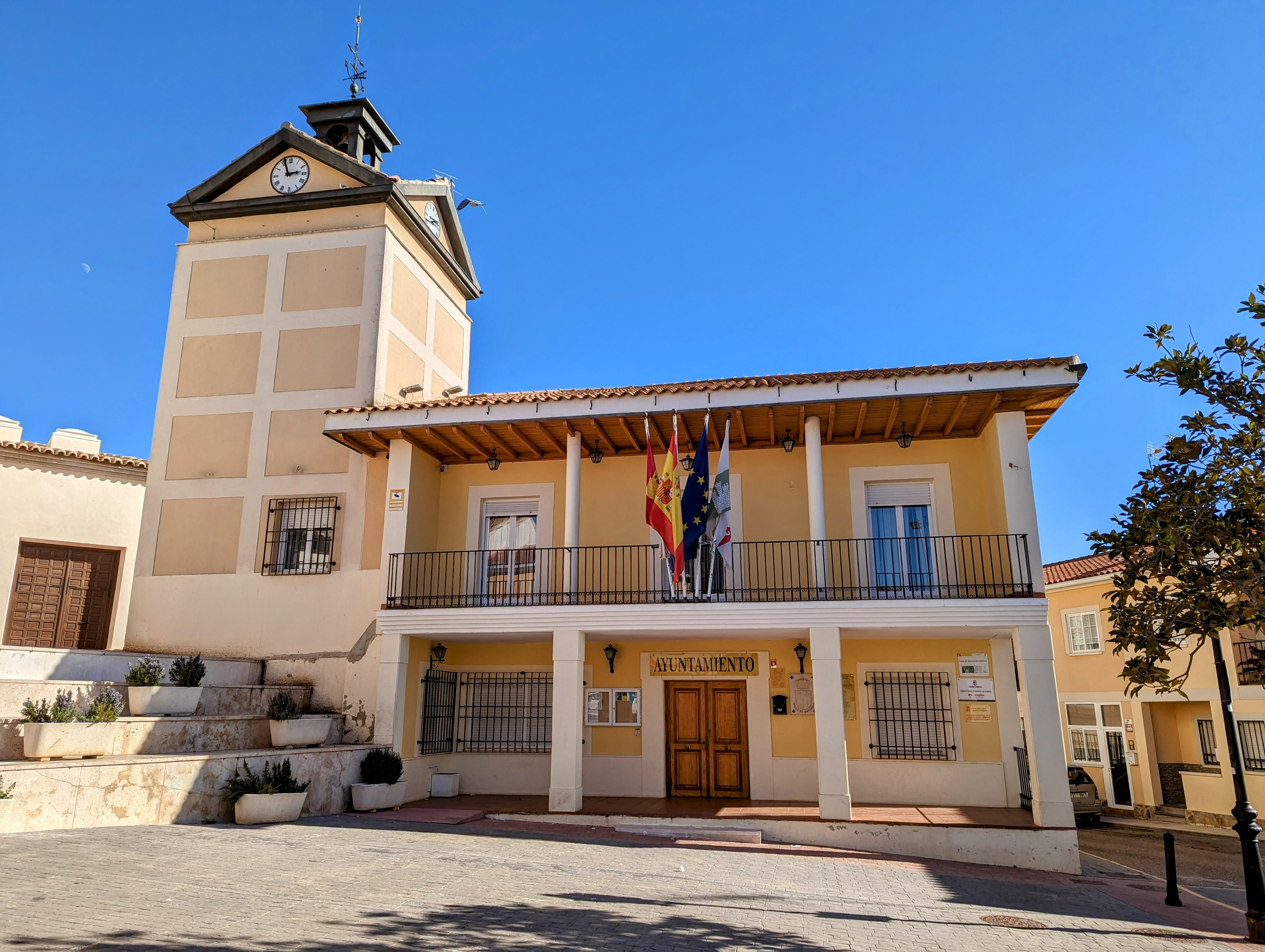
Casa consistorial

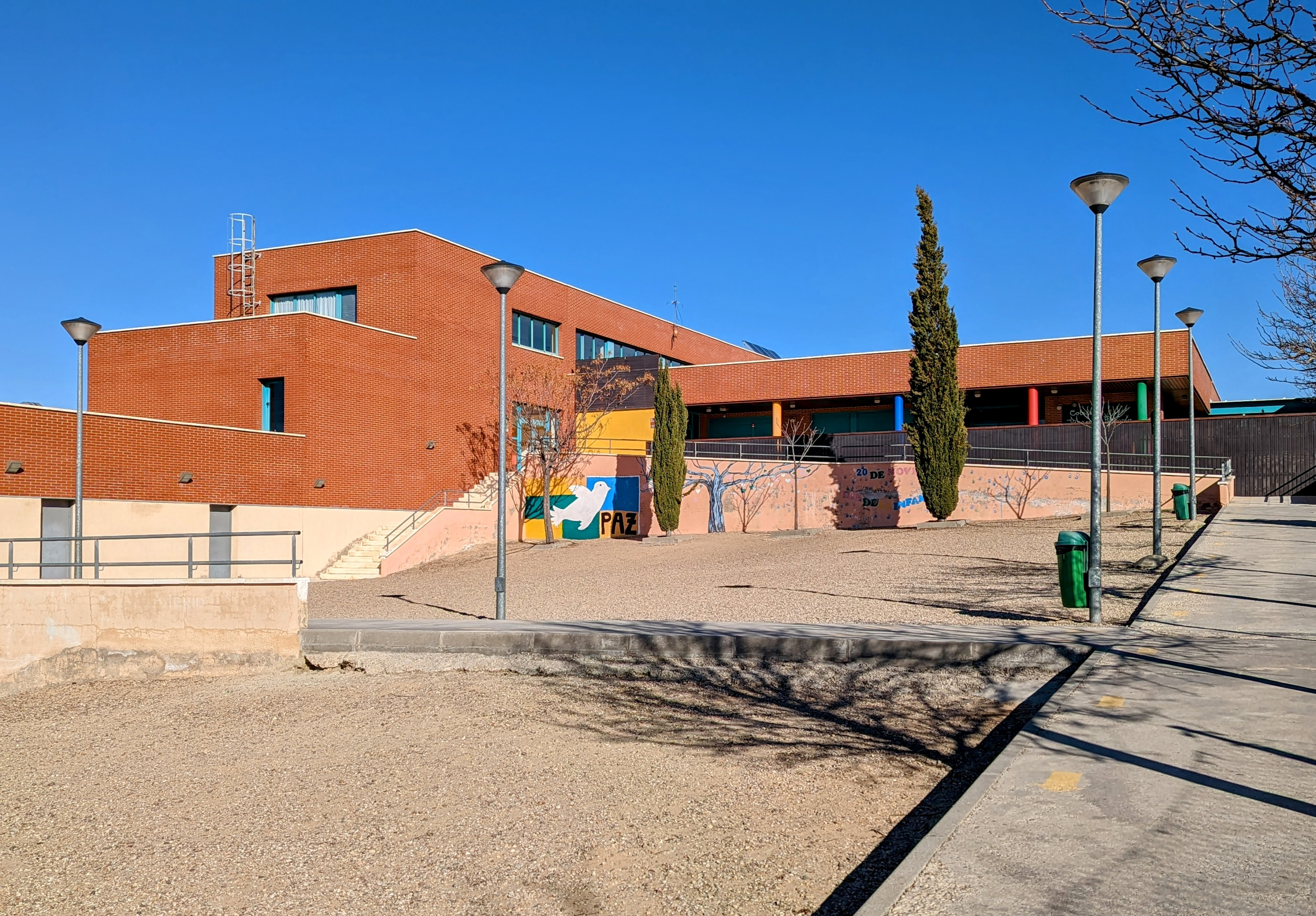
Colegio Virgen del Rosario

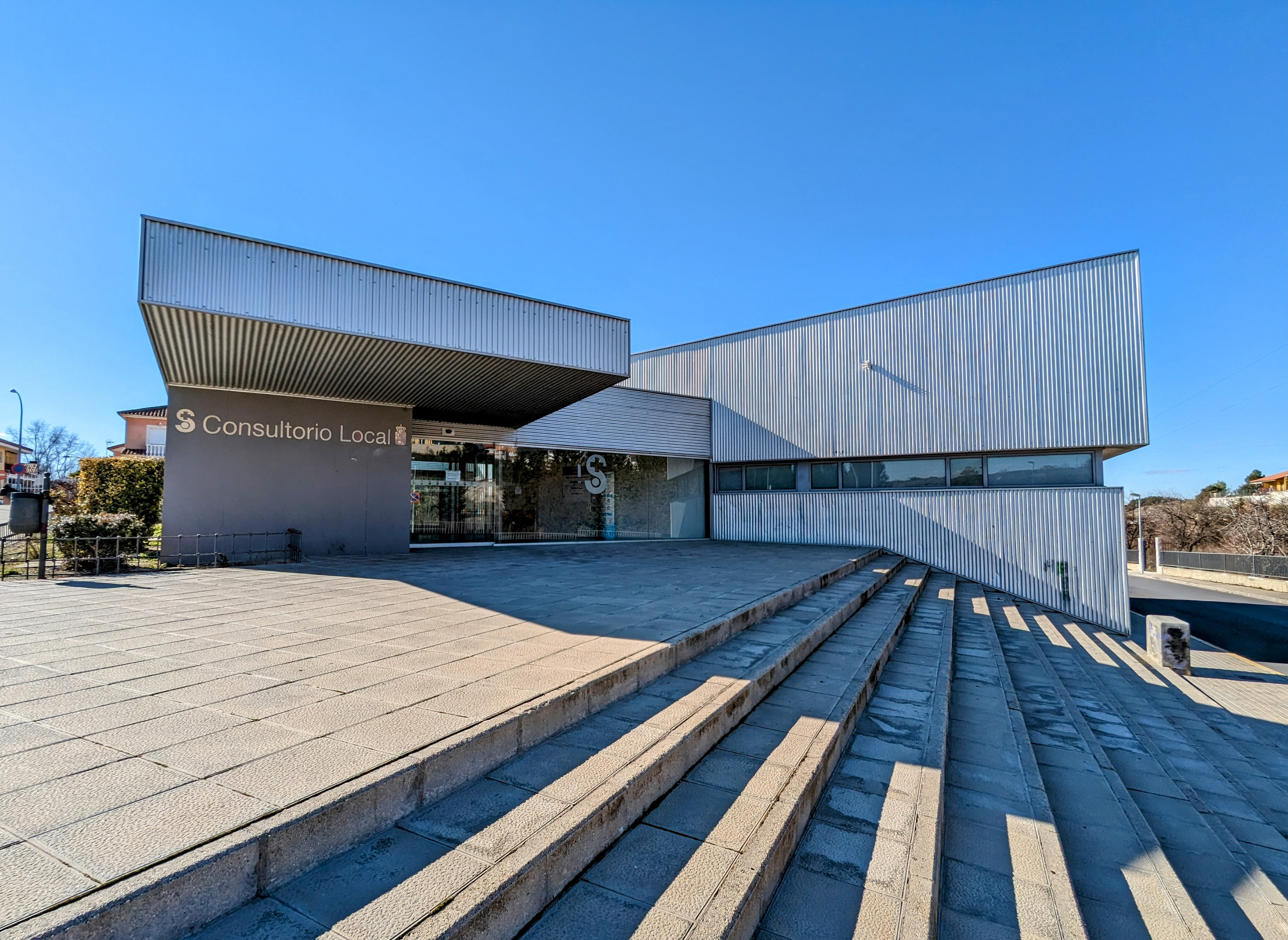
Consultorio médico

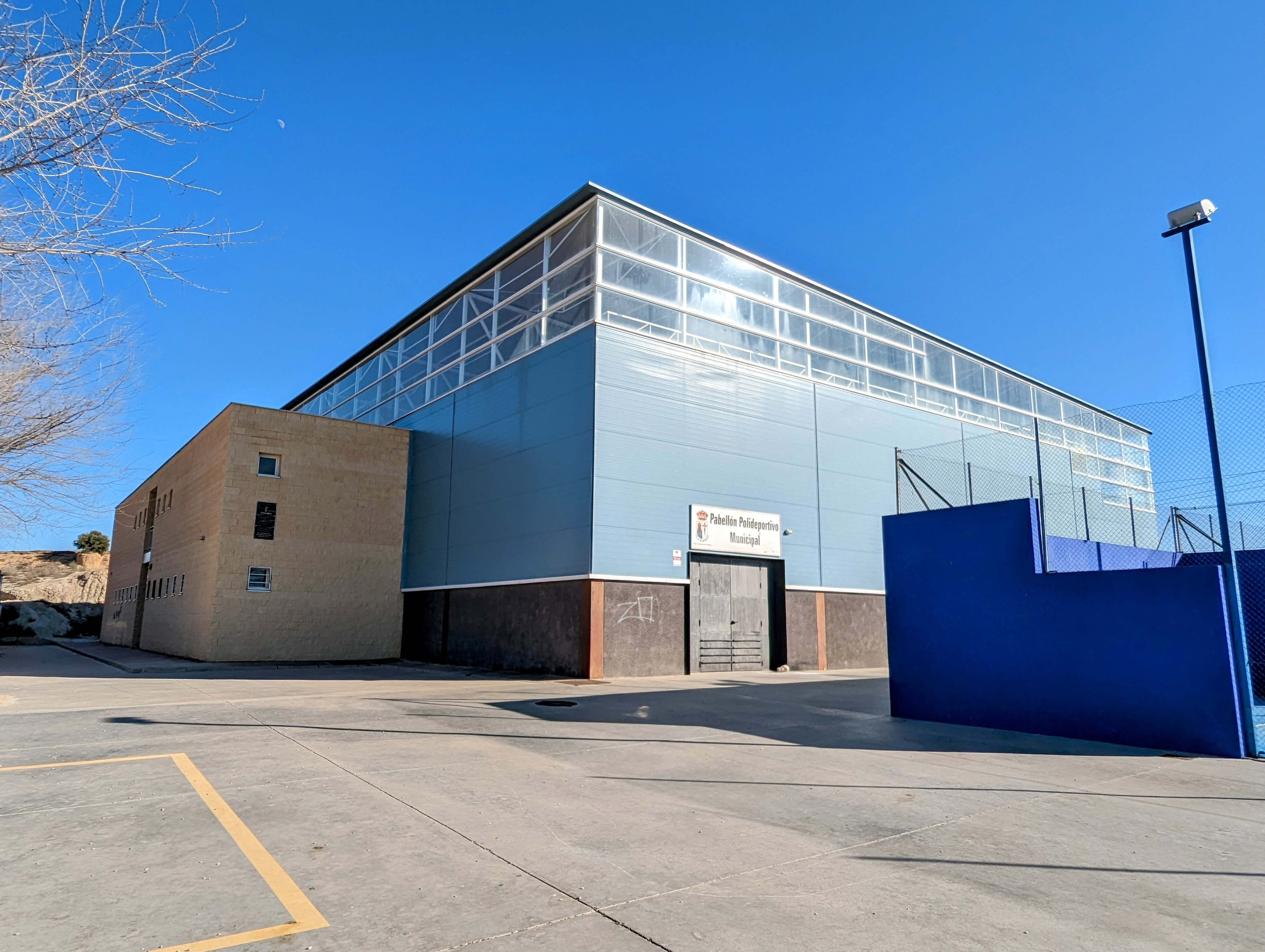
Polideportivo municipal

Distribución del Ayuntamiento tras las elecciones municipales de 2003:
| Elecciones en el Ayuntamiento de Ontígola                 | Elecciones en el Ayuntamiento de Ontígola | Elecciones en el Ayuntamiento de Ontígola | Elecciones en el Ayuntamiento de Ontígola | Elecciones en el Ayuntamiento de Ontígola |
| Partido político                                          | Votos                                     | Porcentaje                                | Concejales                                | +/-                                       |
| --------------------------------------------------------- | ----------------------------------------- | ----------------------------------------- | ----------------------------------------- | ----------------------------------------- |
| Partido Socialista Obrero Español (PSOE)                  | 514                                       | 51,45%                                    | 5                                         | -2                                        |
| Agrupación de electores independientes de Ontígola (AEIO) | 221                                       | 22,12%                                    | 2                                         | +2                                        |
| Partido Popular (PP)                                      | 206                                       | 20,56%                                    | 2                                         | +1                                        |
| Izquierda Unida (IU)                                      | 52                                        | 5,21%                                     | 0                                         | -1                                        |

Distribución del Ayuntamiento tras las elecciones municipales de 2007:
| Elecciones en el Ayuntamiento de Ontígola                 | Elecciones en el Ayuntamiento de Ontígola | Elecciones en el Ayuntamiento de Ontígola | Elecciones en el Ayuntamiento de Ontígola | Elecciones en el Ayuntamiento de Ontígola |
| Partido político                                          | Votos                                     | Porcentaje                                | Concejales                                | +/-                                       |
| --------------------------------------------------------- | ----------------------------------------- | ----------------------------------------- | ----------------------------------------- | ----------------------------------------- |
| Partido Socialista Obrero Español (PSOE)                  | 616                                       | 40,61%                                    | 5                                         | =                                         |
| Agrupación de electores independientes de Ontígola (AEIO) | 432                                       | 28,48%                                    | 3                                         | +1                                        |
| Partido Popular (PP)                                      | 376                                       | 24,79%                                    | 3                                         | +1                                        |
| Izquierda Unida (IU)                                      | 80                                        | 5,27%                                     | 0                                         | =                                         |

Distribución del Ayuntamiento tras las elecciones municipales de 2011:
| Elecciones en el Ayuntamiento de Ontígola                 | Elecciones en el Ayuntamiento de Ontígola | Elecciones en el Ayuntamiento de Ontígola | Elecciones en el Ayuntamiento de Ontígola | Elecciones en el Ayuntamiento de Ontígola |
| Partido político                                          | Votos                                     | Porcentaje                                | Concejales                                | +/-                                       |
| --------------------------------------------------------- | ----------------------------------------- | ----------------------------------------- | ----------------------------------------- | ----------------------------------------- |
| Agrupación de electores independientes de Ontígola (AEIO) | 791                                       | 40,61%                                    | 5                                         | +2                                        |
| Partido Socialista Obrero Español (PSOE)                  | 668                                       | 34,29%                                    | 4                                         | -1                                        |
| Partido Popular (PP)                                      | 442                                       | 22,69%                                    | 2                                         | -1                                        |

Distribución del Ayuntamiento tras las elecciones municipales de 2015:
| Elecciones en el Ayuntamiento de Ontígola                 | Elecciones en el Ayuntamiento de Ontígola | Elecciones en el Ayuntamiento de Ontígola | Elecciones en el Ayuntamiento de Ontígola | Elecciones en el Ayuntamiento de Ontígola |
| Partido político                                          | Votos                                     | Porcentaje                                | Concejales                                | +/-                                       |
| --------------------------------------------------------- | ----------------------------------------- | ----------------------------------------- | ----------------------------------------- | ----------------------------------------- |
| Agrupación de electores independientes de Ontígola (AEIO) | 630                                       | 31,52%                                    | 4                                         | -1                                        |
| Partido Socialista Obrero Español (PSOE)                  | 512                                       | 25,61%                                    | 3                                         | -1                                        |
| Ahora Ontígola (AO)                                       | 275                                       | 13,76%                                    | 1                                         | +1                                        |
| Partido Popular (PP)                                      | 241                                       | 12,06%                                    | 1                                         | -1                                        |
| Partido de la ciudadanía (Cs)                             | 166                                       | 8,3%                                      | 1                                         | +1                                        |
| Izquierda Unida (IU)                                      | 145                                       | 7,25%                                     | 1                                         | +1                                        |

Distribución del Ayuntamiento tras las elecciones municipales de 2019:
| Elecciones en el Ayuntamiento de Ontígola                 | Elecciones en el Ayuntamiento de Ontígola | Elecciones en el Ayuntamiento de Ontígola | Elecciones en el Ayuntamiento de Ontígola | Elecciones en el Ayuntamiento de Ontígola |
| Partido político                                          | Votos                                     | Porcentaje                                | Concejales                                | +/-                                       |
| --------------------------------------------------------- | ----------------------------------------- | ----------------------------------------- | ----------------------------------------- | ----------------------------------------- |
| Partido Socialista Obrero Español (PSOE)                  | 856                                       | 44,63%                                    | 6                                         | +3                                        |
| Agrupación de electores independientes de Ontígola (AEIO) | 418                                       | 21,79%                                    | 2                                         | -2                                        |
| (Vox)                                                     | 227                                       | 11,84%                                    | 1                                         | +1                                        |
| Partido Popular (PP)                                      | 212                                       | 11,05%                                    | 1                                         | =                                         |
| Partido de la ciudadanía (Cs)                             | 205                                       | 10,69%                                    | 1                                         | =                                         |

| Periodo   | Nombre                      | Partido |
| --------- | --------------------------- | ------- |
| 1979-1983 | Eustasio Rico Fernández     | PSOE    |
| 1983-1987 | Eustasio Rico Fernández     | PSOE    |
| 1987-1991 | Eustasio Rico Fernández     | PSOE    |
| 1991-1995 | Juan Jesús Vizcaíno Arenas  | PSOE    |
| 1995-1999 | Juan Jesús Vizcaíno Arenas  | PSOE    |
| 1999-2003 | Juan Jesús Vizcaíno Arenas  | PSOE    |
| 2003-2007 | Juan Jesús Vizcaíno Arenas  | PSOE    |
| 2007-2011 | José Gómez Ruiz             | AEIO    |
| 2011-2015 | José Gómez Ruiz             | AEIO    |
| 2015-2019 | María Engracia Sánchez      | PSOE    |
| 2019-2023 | María Engracia Sánchez      | PSOE    |
| 2023-act. | María Antonia Ruiz Urbaneja | PP      |

El 10 de febrero de 2016 una moción de censura devolvió la alcaldía a José Gómez Ruiz Independiente, moción de censura declarada nula el 08/07/2016 por la sentencia 000222/2016 del juzgado contencioso/administrativo N.º 3 de Toledo.

## Patrimonio

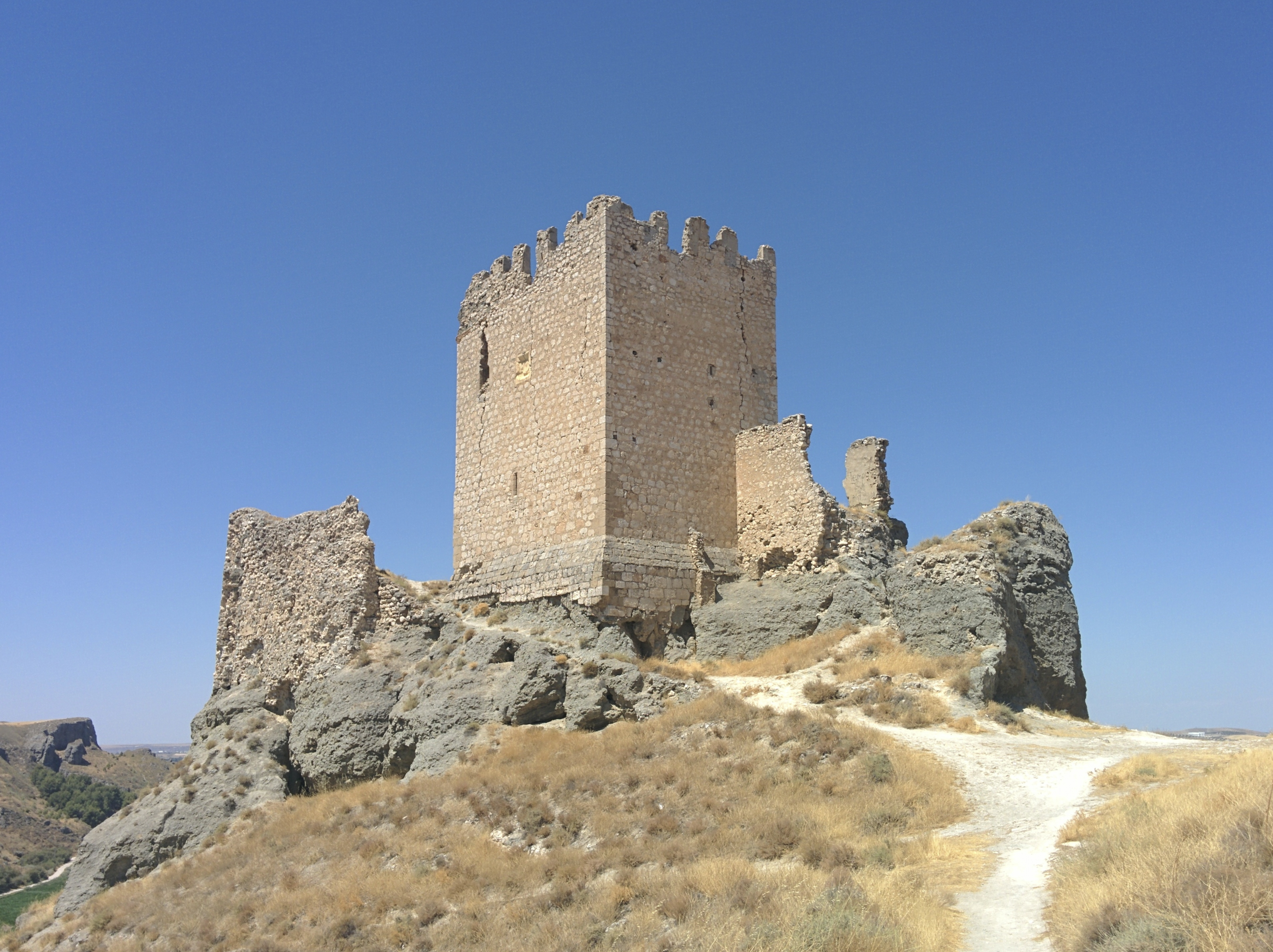
Castillo de Oreja

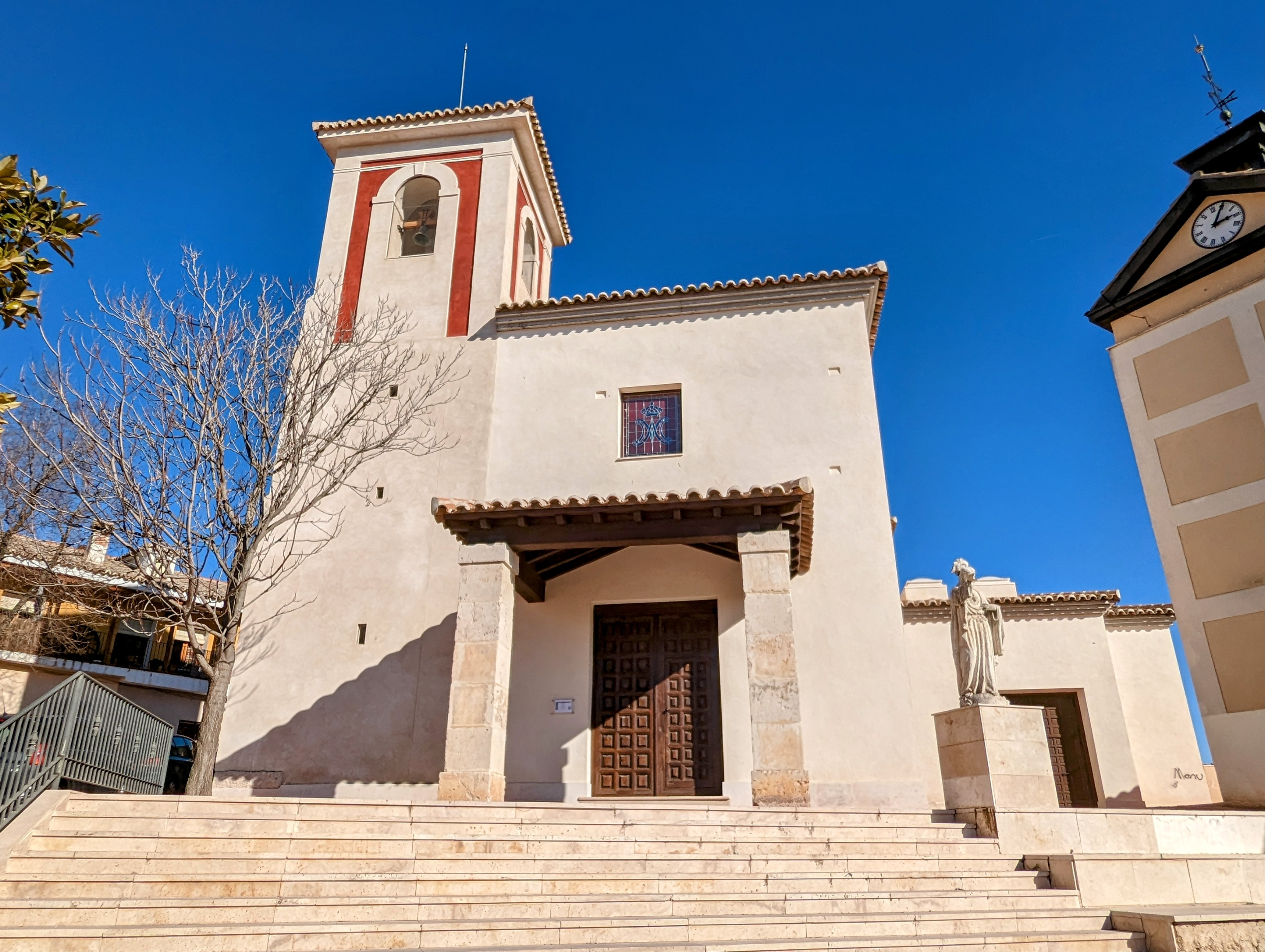
Iglesia de Nuestra Señora de la Concepción

El castillo de Oreja fue levantado en el antiguo poblado de Oreja por los musulmanes en el siglo X. Está formado por una fuerte y alta torre rectangular cercada por una muralla que sigue la línea irregular del risco sobre el cual se asienta. Se encuentra en estado de ruina avanzada.
También se encuentra en la localidad la iglesia parroquial de Nuestra Señora de la Concepción, donde se ubica la imagen de la patrona, la Virgen del Rosario.

## Cultura

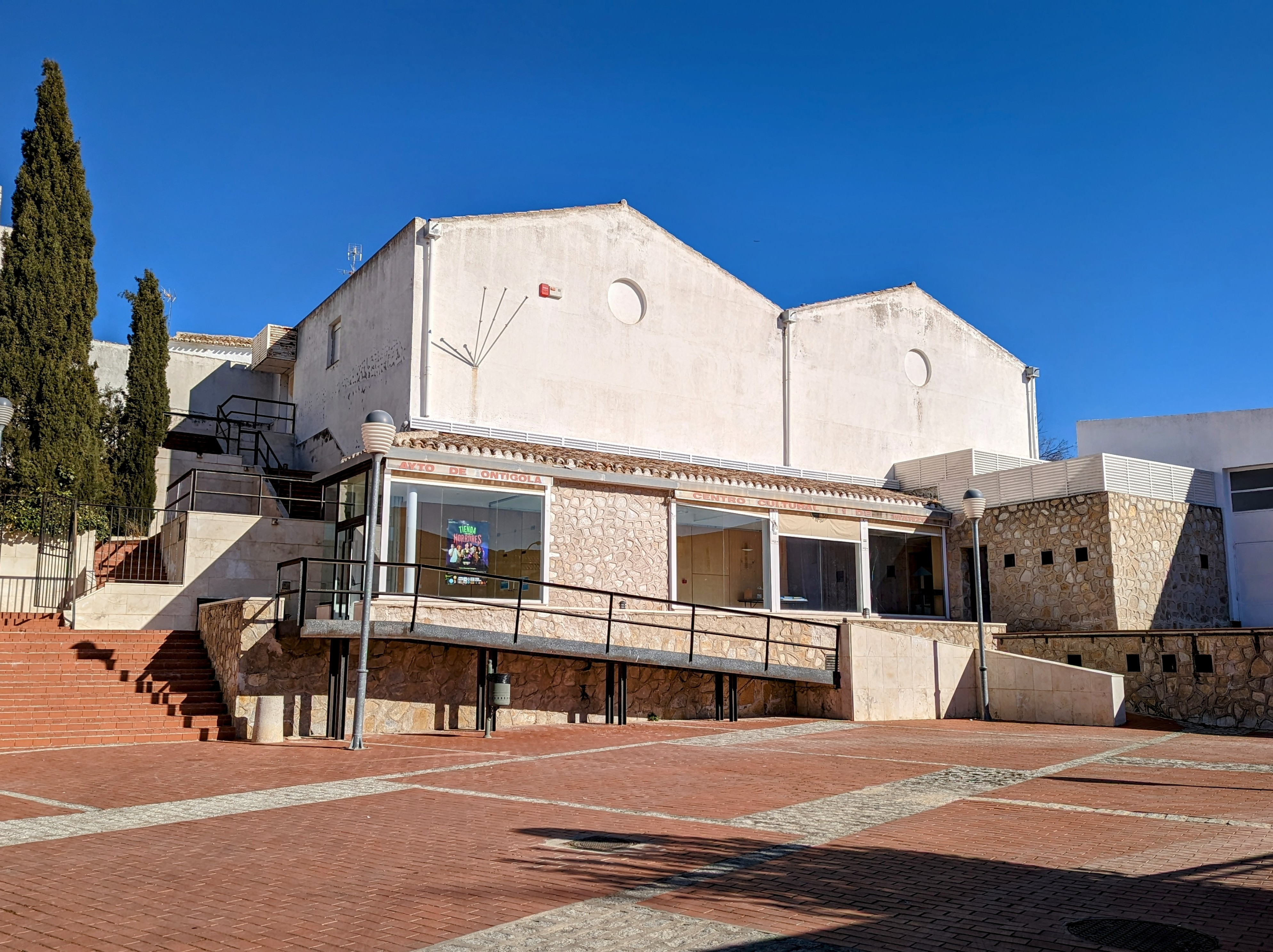
Teatro municipal

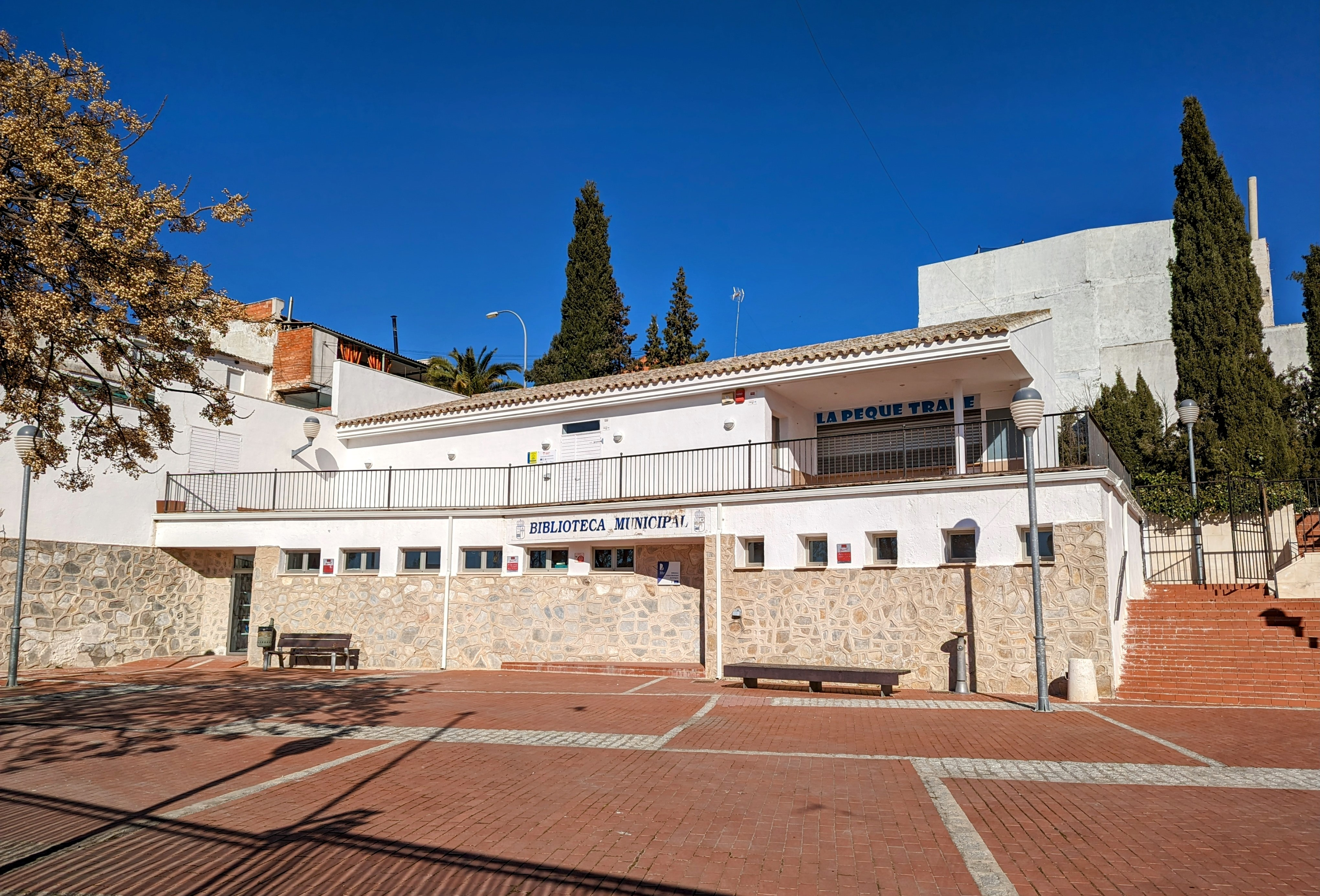
Biblioteca municipal

Cuenta con el centro cultural 11 de marzo, que incluye las instalaciones de la biblioteca pública municipal, una sala de acceso a Internet, el centro de información juvenil y el teatro.
Las fiestas patronales, en honor a la Virgen del Rosario, tienen lugar el último domingo de julio.

## En la literatura
- Es uno de los escenarios principales de la novela Feria (2020), de Ana Iris Simón.[17]
- El nombre del municipio aparece nombrado en el poema Con once heridas mortales de Ángel de Saavedra.
- Es la villa y paisajes que se describen en Romance de Ontígola, del libro Castilla, este canto es tu canto, de Juan Pablo Mañueco, Premio Cervantes-Cela-Buero Vallejo de Castilla-La Mancha, 2016.[18]